# Xie Caizhen
En una onomàstica xinesa Xie es el cognom i Caizhen el prenom.
Xie Caizhen (xinès simplificat: 謝采貞). Actriu i directora de cinema xinesa. Considerada per diverses fonts com la primera dona directora de cinema a la Xina.

## Biografia
De Xie Caizhen no es coneixen dades personals, com la data i lloc de naixement o mort. Només s'ha publicat que el seu germà Xie Yunqing (谢云卿), nascut l'any 1906, que interpretà amb ella a "Els crits dels orfes", va tenir una prolífica carrera d'actor, actuant en una cinquantena de pel·lícules entre 1925 i 1937; fins i tot va escriure i dirigir una pel·lícula l'any 1929: "Don't Change Your Husband" o "Kisses Once" (情海重吻), amb Lyton Wong, o Wang Naidong (王乃东) aparentment adaptació d'una comèdia homònima de Hollywood dirigida per Cecil B. DeMille el 1919, protagonitzada per Gloria Swanson.

#### Carrera d'actriu
La seva trajectòria abasta els anys 1920-1930, és a dir, el gran període del cinema mut xinès. Va treballar per primera vegada a la Societat de Teatre d'Ombres de Xangai (上海影戏公司), fundada el 1920 pel director Dan Duyu (但杜宇) al districte de Zhabei de Shanghai.

#### Directora de cinema
L'any 1925, la Nanxing Film Company (南星影片公司) li va permetre fer la seva primera i única pel·lícula: "Les llàgrimes d'un orfe" o "Els crits dels orfes" (孤雏悲声), en anglès "An Orphans Cry". Xie no només la va dirigir, sinó que també va escriure el guió i interpretà el paper principal. El film és un melodrama familiar que planteja una visió de la vida de les dones de la classe treballadora de l'època. Es va estrenar al Victoria Theatre de Shanghai el 19 de desembre de 1925. L'estrena de la pel·lícula, va generar molta expectació i un gran èxit, en part pel fet que Xie era una dona i per una altra per la complexitat de la història. Els diaris locals van informar que la pel·lícula va romandre als cinemes durant vuit dies a causa de la gran demanda (la durada mitjana d'una pel·lícula a les sales era de tres o quatre dies en aquell moment) i tenia un rècord de taquilla força important.

## Filmografia destacada com actriu
| Any  | Títol xinès | Títol anglès                       |
| ---- | ----------- | ---------------------------------- |
| 1924 | 弟弟        | Little Brother                     |
| 1925 | 苦學生      | The Student’s Hard Life            |
| 1925 | 孝女復仇記  | Filial Girl Takes Revenge          |
| 1925 | 重返故鄉,   | Some Girl / Return to the Hometown |
| 1925 | 小公子      | Little Master                      |